# Душко Маркович
Душко Маркович (на черногорски: Душко Марковић) е черногорски юрист и политик.

## Биография
Роден е на 6 юли 1958 г. в Мойковац, Югославия. Завършва основно и средно образование в Мойковац, а право – в университета в Крагуевац.
След като завършва университета в Крагуевац, той започва работа в юридическо консултиране на рудник „Бърсково“ в Мойковац. Женен е с три деца.

## Политическа кариера
През 1986 г. Маркович е назначен за секретар на общинското събрание на Мойковац и за кмет през 1989 година. Той напуска поста през 1991 г., за да бъде назначен за генерален секретар на черногорското правителство, ръководено от Мило Джуканович в рамките на Югославия.
През 1997 г. той е избран в Черногорското събрание, а на следващата година става помощник-министър на вътрешните работи, отговарящ за Националната служба за сигурност (НСО). По време на службата си в НСО главният редактор на вестник „Дан“ Душко Йованович е убит на 27 май 2004 г. Съпругата на Йованович свидетелства в съда, че Маркович заплашва да убие Йованович по време на телефонно обаждане през април 2003 г., същия месец, когато офисът на Дан е подпален.
През 2005 г., след създаването на новата Агенция за национална сигурност (ANB) през май същата година, Маркович е назначен от Парламента за ръководител на агенцията, която заема до 2010 г. През 2010 г. в правителството на Игор Лукшич е назначен първо за министър без портфейл, след това за вицепремиер и министър на правосъдието. През март 2012 г. той е назначен за министър на правата на човека и малцинствата. Той напуска правителството през 2015 г. и през същата година конгресът на управляващата Демократическа партия на социалистите (ДПСЧГ) го избра за заместник-председател на партията. През 2016 г. той отново е назначен за министър на правосъдието във временното правителство.
На 25 октомври 2016 г., десет дни след парламентарните избори, бюрото на ДПСЧГ избира Маркович да замени Мило Джуканович като премиер. Номинацията му е осъдена от опозицията, която обвинява Маркович в участие в корупционни скандали и пропускане на информация в разследването за убийството на Душко Йованович през 2004 година.
На 28 ноември 2016 г. встъпва в длъжност като министър-председател на Черна гора.